# Alfie McCalmont
Alfie John McCalmont  est un footballeur nord-irlandais né le 25 mars 2000 à Thirsk. Il évolue au poste de milieu de terrain à Carlisle United.

## Biographie

### En club
Le 13 août 2019, il réalise ses débuts en faveur de Leeds, lors d'un match de la Coupe de la Ligue contre Salford City.
Le 25 septembre 2020, il est prêté à Oldham Athletic.
Le 2 juillet 2021, il est prêté à Morecambe.
Carlisle United.

### En sélection
Avec les moins de 19 ans, il inscrit un but contre le Kazakhstan en novembre 2018, lors des éliminatoires du championnat d'Europe des moins de 19 ans 2019 (victoire 2-3).
Avec les espoirs, il inscrit un but le 14 novembre 2019, à l'occasion d'un match amical contre la Hongrie (score : 1-1).
Le 5 septembre 2019, il fait ses débuts en faveur de l'équipe d'Irlande du Nord, avec à la clé une victoire 1-0 contre le Luxembourg.